# 美月優
美月 優（みづき ゆう、1982年10月6日 - ）は埼玉県蕨市出身の演歌歌手である。大船音楽事務所所属。血液型はB型。
アイドル然としたテンガロンハットにミニスカートの衣装と、その外見に似つかわしくない力強い歌唱が特徴。

## 人物
気さくで明るい性格。
趣味は旅行、料理、ショッピング。
国内外で活動したことを評価され、観光大使を委嘱される。

### 親善大使
さんりく・大船渡ふるさと大使。
鴨川ふるさと大使。
一宮ふるさと大使。
ラオス人民民主共和国親善大使
蕨市PR大使。

## ディスコグラフィ

### シングル
1. あっぱれJAPAN 2008年9月3日発売
2. ふたりのローカル線 2009年6月3日発売
3. 幸福行きのふるさと列車/出て来い竜馬 2010年7月7日発売
4. 夢ひとつ/命の花よ 2011年9月7日発売
5. のぞみ花/おんな街道 2016年8月24日発売
6. 波の伊八/美月のサーフィン音頭 2017年8月2日発売
7. 望郷列車～ふるさとを訪ねて～／海の恋女房 2022年5月11日発売